# Einar Mäkinen
Einar Nikolai Mäkinen, född 3 juli 1895 i S:t Marie, död 8 september 1964 i Helsingfors, var en finländsk militär. 
Mäkinen anslöt sig 1916 till jägarbataljonen i Lockstedt och deltog i finska inbördeskriget 1918 som chef för Kauhava skyddskår i erövringen av flera städer i Österbotten samt som kompanichef i striderna vid Filpula, Ruovesi och Tammerfors. Han var 1926–1931 lärare i taktik vid Krigshögskolan och 1934–1939 avdelningschef vid försvarsministeriet. Under vinterkriget och början av fortsättningskriget tjänstgjorde han som sektions- respektive avdelningschef vid Högkvarteret. I augusti 1941 utsågs han till kommendör för nygrundade I armékåren med uppdrag att erövra Sordavala. Han var kommendör för V armékåren på Aunusnäset 1942–1943 och arbetskraftschef vid kommunikationsministeriet 1943–1944, varefter han 15 juni 1944 anförtroddes befälet över II armékåren på Maaselkänäset, där han skickligt ledde reträtten från Poventsa och Karhumäki till Tolvajärvi och Ilomants, där armékåren vann krigets sista mottiseger.
Mäkinen blev generallöjtnant 1945. Efter kriget var han tillförordnad generalkvartermästare och tillförordnad generalstabschef, tills han 1946 anhölls i samband med vapensmusselaffären. Han avgick 1946 på egen begäran ur aktiv tjänst för att ägna sig åt affärsverksamhet. 